# Kaukázus (régió)

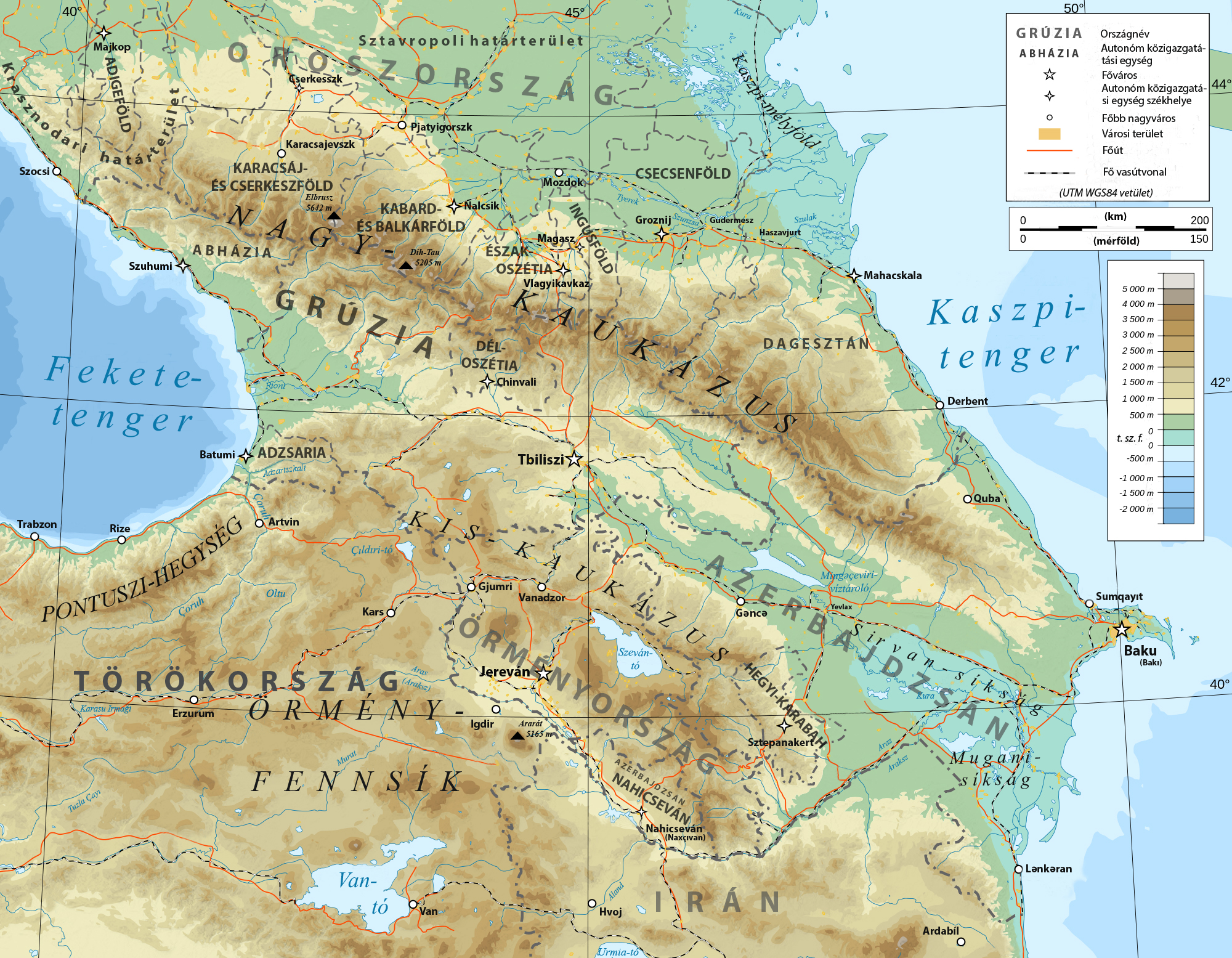
A régió térképe

A Kaukázus (cserkeszül: Къэфкъас, örményül: Կովկաս, azeriül: Qafqaz, grúzul: კავკასია (K'avk'asia), ógörögül: Καύκασος, perzsául: قفقاز (Ghafghaz), oroszul: Кавка́з, oszétül: Кавказ, csecsenül: Кавказ, törökül: Kafkasya, arabul: قوقاز) geopolitikai régió Európa és Ázsia határán. Itt található a Kaukázus hegység és benne a földrajzi Európa legmagasabb pontja, az Elbrusz[forrás?].
Az Észak-Kaukázus részei:
- Oroszország: Csecsenföld, Ingusföld, Dagesztán, Adigeföld, Kabard- és Balkárföld, Karacsáj- és Cserkeszföld, Észak-Oszétia, Krasznodari határterület, Sztavropoli határterület

A Dél-Kaukázus részei:
- Örményország
- Azerbajdzsán
- Grúzia (és a vitatott státusú  Abházia és  Dél-Oszétia)

## Fordítás
- Ez a szócikk részben vagy egészben a Caucasus című angol Wikipédia-szócikk ezen változatának fordításán alapul.  Az eredeti cikk szerkesztőit annak laptörténete sorolja fel. Ez a jelzés csupán a megfogalmazás eredetét és a szerzői jogokat jelzi, nem szolgál a cikkben szereplő információk forrásmegjelöléseként.